# Latin American Music Awards de 2023
A 8.ª edição anual do Latin American Music Awards foi realizada em 20 de abril de 2023, para homenagear artistas da indústria da música latina de 2022, votadas pelo público. Apresentada pelo ator argentino-porto-riquenho Julián Gil, a apresentadora mexicana Galilea Montijo, a atriz e modelo dominicana Clarissa Molina e a cantora dominicana Natti Natasha, a cerimônia ocorreu no MGM Grand Arena, em Las Vegas, Nevada, nos Estados Unidos, e foi transmitida simultaneamente pela Univision, UniMás e Galavisión. Isso marcou a primeira vez na história da premiação que a cerimônia é transmitida pela Univision em vez da Telemundo, resultado da TelevisaUnivision adquirir os direitos da cerimônia da Dick Clark Productions em setembro de 2022.
As indicações foram anunciadas em 13 de março de 2023, com o cantor porto-riquenho Bad Bunny liderando as indicações com onze, seguido por Becky G e Daddy Yankee com nove cada. Novas categorias foram introduzidas, como Melhor Artista de Streaming do Ano, bem como quatro novas categorias de colaboração: Colaboração Crossover do Ano, Melhor Colaboração – Pop/Urbana, Melhor Colaboração – Regional Mexicana e Melhor Colaboração – Tropical.

## Vencedores e indicados
As indicações foram anunciadas em 13 de março de 2022. Os vencedores estão listados em primeiro e negrito.
|  | Indica o(s) vencedor(es) de cada categoria. |

| Artista do Ano | Artista Revelação do Ano |
| --- | --- |
| Karol G - Bad Bunny - Becky G - Daddy Yankee - Eslabón Armado - Farruko - Ivan Cornejo - Rauw Alejandro - Romeo Santos - Rosalía | Bizarrap - Blessd - Edén Muñoz - Grupo Frontera - Los Lara - Luis Figueroa - Luis R. Conriquez - Quevedo - Santa Fe Klan - Yahritza y Su Esencia |
| Canção do Ano | Álbum do Ano |
| "Mamiii" – Becky G e Karol G - "Bebe Dame" – Fueza Regida e Grupo Frontera - "Despechá" – Rosalía - "Dos Oruguitas" – Sebastián Yatra - "Está Dañada" – Ivan Cornejo - "La Bachata" – Manuel Turizo - "Me Porto Bonito" – Bad Bunny e Chencho Corleone - "Quevedo: Bzrp Music Sessions, Vol. 52" – Bizarrap e Quevedo - "Sus Huellas" – Romeo Santos - "Te Felicito" – Shakira e Rauw Alejandro | Un Verano Sin Ti – Bad Bunny - Ahora Me Da Pena EP – Buena Vista Social Club - Dañado – Ivan Cornejo - Esquemas – Becky G - Fórmula, Vol. 3 – Romeo Santos - Jose – J Balvin - La 167 – Farruko - Legendaddy – Daddy Yankee - Motomami – Rosalía - Nostalgia – Eslabón Armado |
| Dupla ou Grupo Favorito | Artista de Pop Favorito |
| Jesse & Joy - Los Enanitos Verdes - Maná - Mau y Ricky - Reik | Shakira - Anitta - Becky G - Camilo - Enrique Iglesias - Kali Uchis - Luis Fonsi - Ricky Martin - Rosalía - Sebastián Yatra |
| Álbum de Pop Favorito | Canção de Pop Favorita |
| Motomami – Rosalía - @dannocean – Danny Ocean - De Adentro Pa Afuera – Camilo - Dharma – Sebastián Yatra - Esquemas – Becky G | "Provenza" – Karol G - "Bailé Con Mi Ex" – Becky G - "Junio" – Maluma - "Tacones Rojos" – Sebastián Yatra |
| Artista Regional Mexicano Favorito | Dupla ou Grupo Mexicano Regional Favorito |
| Junior H - Ángela Aguilar - Carin León - Chiquis - Christian Nodal - Edén Muñoz - Gerardo Ortiz - Ivan Cornejo - Luis R Conriquez - Pepe Aguilar | Grupo Firme - Banda Los Recoditos - Banda MS de Sergio Lizárraga - Calibre 50 - Eslabón Armado - Fuerza Regida - Grupo Frontera - Intocable - Los Ángeles Azules - Yahritza y Su Esencia |
| Canção Mexicana Regional Favorita | Álbum Regional Mexicano Favorito |
| "No Se Va (En Vivo)" – Grupo Frontera - "Chale" – Edén Muñoz - "La Boda del Huitlacoche (Live)" – Carin León - "Que Te Vaya Bien" – Julión Álvarez y su Norteño Banda - "Si Me Duele Que Duela" – Intocable | Mi Vida En Un Cigarro 2 – Junior H - Dañado – Ivan Cornejo - Del Barrio Hasta Aquí, Vol. 2 – Fuerza Regida - Nostalgia – Eslabón Armado - Obsessed Deluxe – Yahritza y Su Esencia |
| Artista Urbano Favorito | Álbum Urbano Favorito |
| Karol G - Anuel AA - Bad Bunny - Daddy Yankee - Farruko - J Balvin - Jhayco - Natti Natasha - Ozuna - Rauw Alejandro | Un Verano Sin Ti – Bad Bunny - Jose – J Balvin - La 167 – Farruko - Legendaddy – Daddy Yankee - Saturno – Rauw Alejandro |
| Canção Urbana Favorita | Artista Tropical Favorito |
| "Tití Me Preguntó" – Bad Bunny - "Desesperados" – Rauw Alejandro e Chencho Corleone - "Envolver" – Anitta - "Remix" – Daddy Yankee - "Sensual Bebé" – Jhayco | Romeo Santos - Carlos Vives - Marc Anthony - Prince Royce - Víctor Manuelle |
| Álbum Tropical Favorito | Canção Tropical Favorita |
| Fórmula, Vol. 3 – Romeo Santos - Ahora Me Da Pena EP – Buena Vista Social Club - Cumbiana II – Carlos Vives - Pa'llá Voy – Marc Anthony - The Ultimate Bachata Collection – Héctor Acosta "El Torito" | "La Bachata" – Manuel Turizo - "Despechá" – Rosalía - "Después de la Playa" – Bad Bunny - "Pegao" – Camilo - "Sus Huellas" – Romeo Santos |
| Artista de Streaming do Ano | Turnê do Ano |
| Karol G - Bad Bunny - Chencho Corleone - Grupo Frontera - Ivan Cornejo | $trip Love Tour – Karol G - Enfiestados y Amanecidos Tour – Grupo Firme - La Última Vuelta World Tour – Daddy Yankee - Papi Juancho World Tour – Maluma - World's Hottest Tour – Bad Bunny - Te Amo y Punto – Chayanne |
| Melhor Artista Crossover | Colaboração do Ano |
| The Weeknd - DJ Khaled - DJ Snake - Ed Sheeran - Fatman Scoop - Gims - Justin Timberlake - Lil Jon - Megan Thee Stallion - Mr. Vegas | "Mamiii" – Becky G e Karol G - "Bebe Dame" – Fueza Regida e Grupo Frontera - "El Incomprendido" – Farruko, Víctor Cárdenas e DJ Adoni - "Mayor Que Usted" – Natti Natasha, Daddy Yankee e Wisin y Yandel - "Me Porto Bonito" – Bad Bunny e Chencho Corleone - "Medallo" – Blessd, Justin Quiles e Lenny Tavárez - "Que Vuelvas" – Carin León e Grupo Frontera - "Quevedo: Bzrp Music Sessions, Vol. 52" – Bizarrap e Quevedo - "Te Espero" – Prince Royce e Maria Becerra - "Te Felicito" – Shakira e Rauw Alejandro |
| Colaboração Crossover do Ano | Melhor Colaboração – Pop/Urbana |
| "La Fama" – Rosalía e The Weeknd - "Arhbo" – Ozuna, Gims, Redone e FIFA Sound - "Borracho" – Sech e DJ Khaled - "Sigue" – J Balvin e Ed Sheeran - "Sin Fin" – Romeo Santos e Justin Timberlake | "Mamiii" – Becky G e Karol G - "Buenos Días" – Wisin, Camilo e Los Legendarios - "El Incomprendido" – Farruko, Víctor Cárdenas e DJ Adoni - "Hot" – Daddy Yankee e Pitbull - "Mayor Que Usted" – Natti Natasha, Daddy Yankee e Wisin y Yandel - "Me Porto Bonito" – Bad Bunny e Chencho Corleone - "Medallo" – Blessd, Justin Quiles e Lenny Tavárez - "Punto 40" – Rauw Alejandro e Baby Rasta - "Quevedo: Bzrp Music Sessions, Vol. 52" – Bizarrap e Quevedo - "Te Felicito" – Shakira e Rauw Alejandro            |
| Melhor Colaboração – Regional Mexicana | Melhor Colaboração – Tropical |
| "Ya Acabó" – Marca MP e Becky G - "Billete Grande (En Vivo)" – Fuerza Regida e Edgardo Nuñez - "Brindo" – Mario Bautista e Banda El Recodo - "Calidad" – Grupo Firme & Luis Mexia - "Con un Botecito a Pecho" – Adriel Favela e Carin León - "Hay Que Hacer Dinero" – Banda MS de Sergio Lizárraga e Edén Muñoz - Jugaste y Sufri – Eslabón Armado e DannyLux - "Que Vuelvas" – Carin León e Grupo Frontera - "Se Acabó (En vivo)" – Lenin Ramírez, Fuerza Regida e Banda Renovación - "Si Ya Hiciste el Mal" – Luis R Conriquez e Jessi Uribe | "Monotonía" – Shakira e Ozuna - "Baloncito Viejo" – Carolos Vives e Camilo - "El Pañuelo" – Romeo Santos e Rosalía - "Soy Yo" – Don Omar, Wisin e Gente de Zona - "Te Espero" – Prince Royce e Maria Becerra |